# Мутанен
Мутанен, Рамайоки, Вуотсенйоки — река в России, протекает по Суоярвскому району Карелии вблизи российско-финской границы.

## Общие сведения
Устье реки находится в озере Ала-Миэлунъярви в 3 км от устья реки Сютивиермянйоки по правому берегу. Длина реки составляет 32 км, площадь водосборного бассейна — 173 км². В 7 км от устья впадает правый приток Унийоки.
Река протекает через озёра: Мутанен, Колосенъярви и Вуотсиярви.

## Данные водного реестра
По данным государственного водного реестра России относится к Балтийскому бассейновому округу, водохозяйственный участок реки — Водные объекты бассейна оз. Ладожское без рр. Волхов, Свирь и Сясь, речной подбассейн реки — Нева и реки бассейна Ладожского озера (без подбассейна Свирь и Волхов, российская часть бассейнов). Относится к речному бассейну реки Нева (включая бассейны рек Онежского и Ладожского озера).
Код объекта в государственном водном реестре — 01040300212102000010917.

## Галерея

Рамайоки
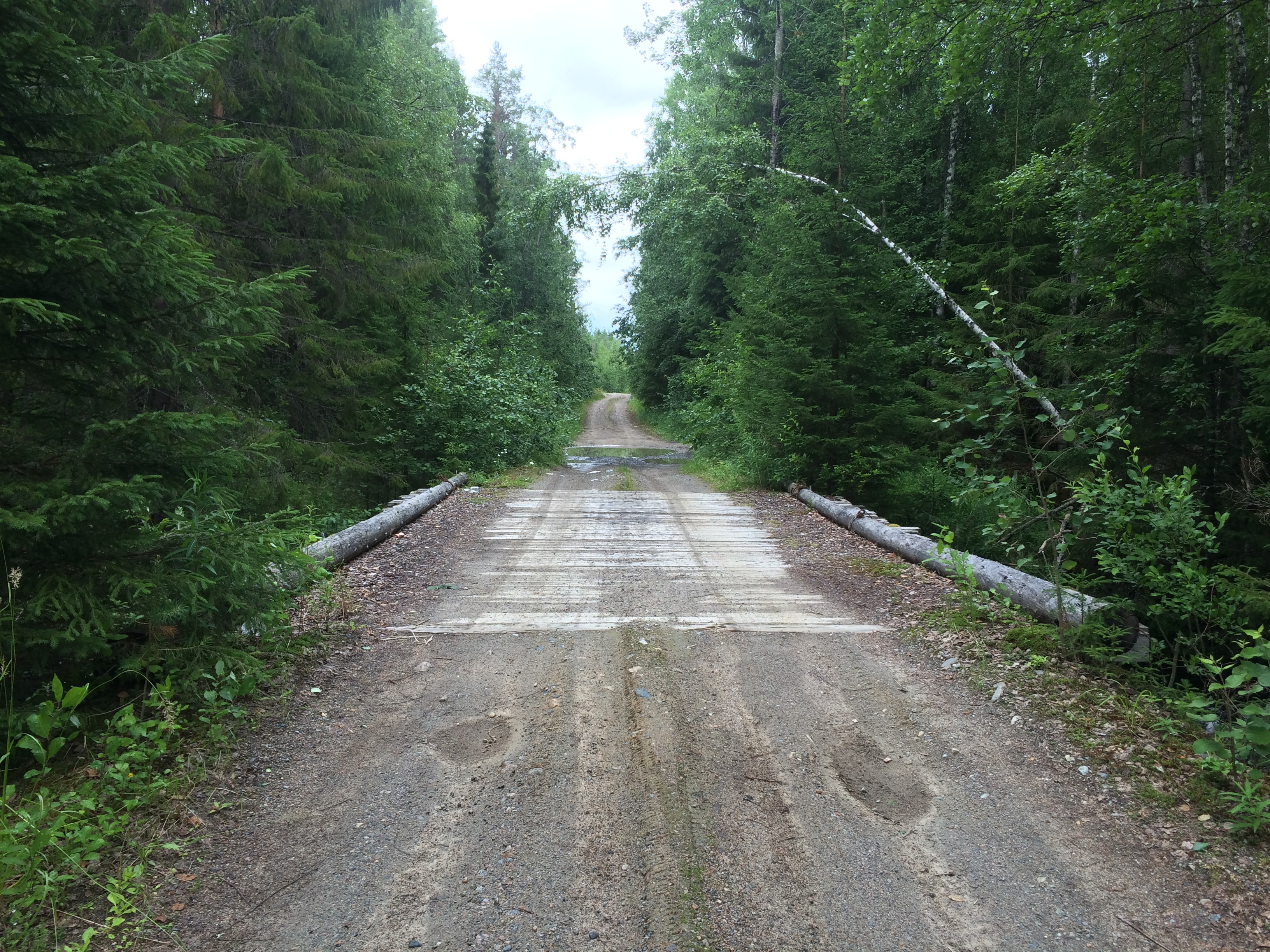
Автомобильный мост
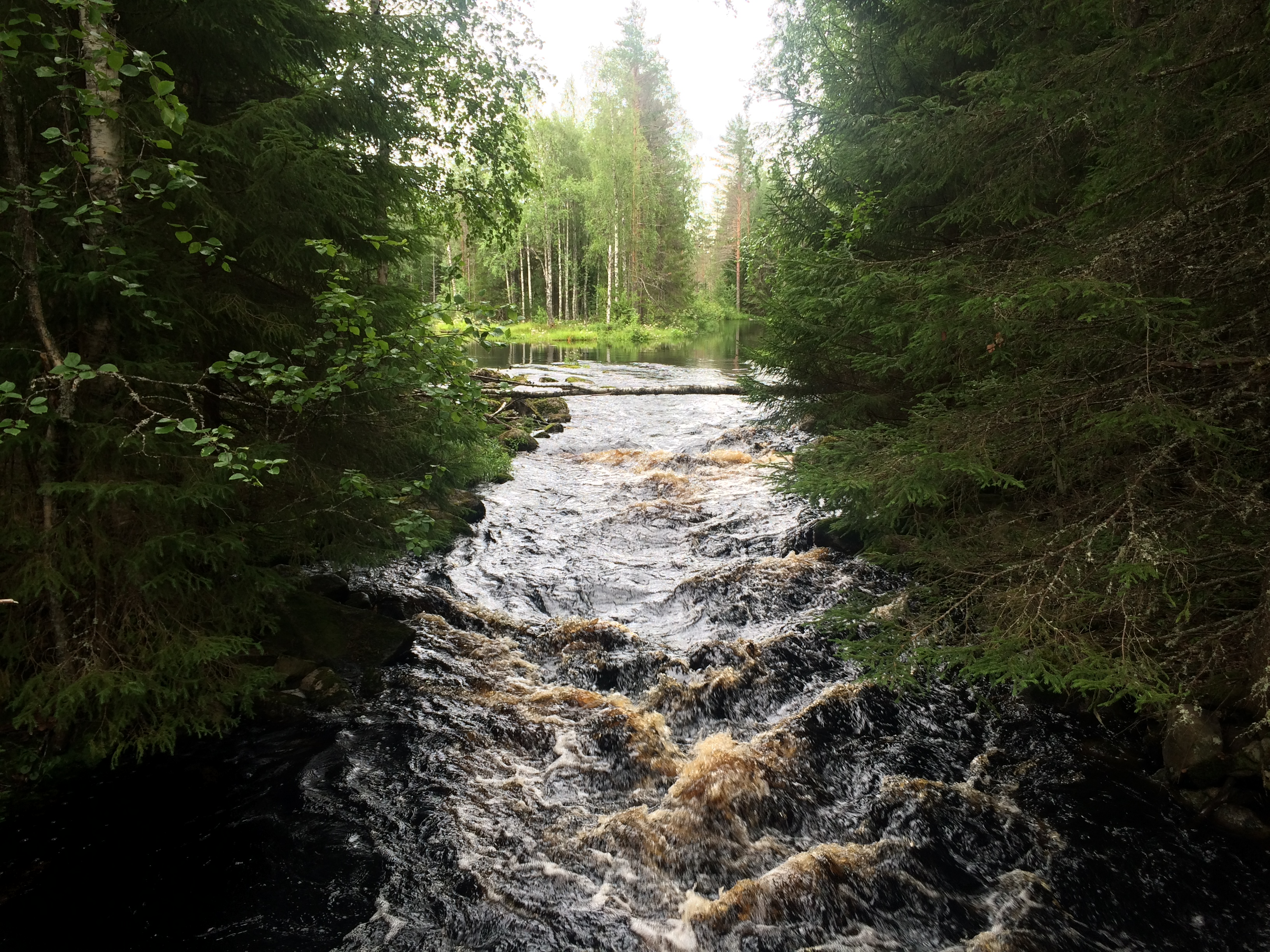
Вид против течения

Мутанен
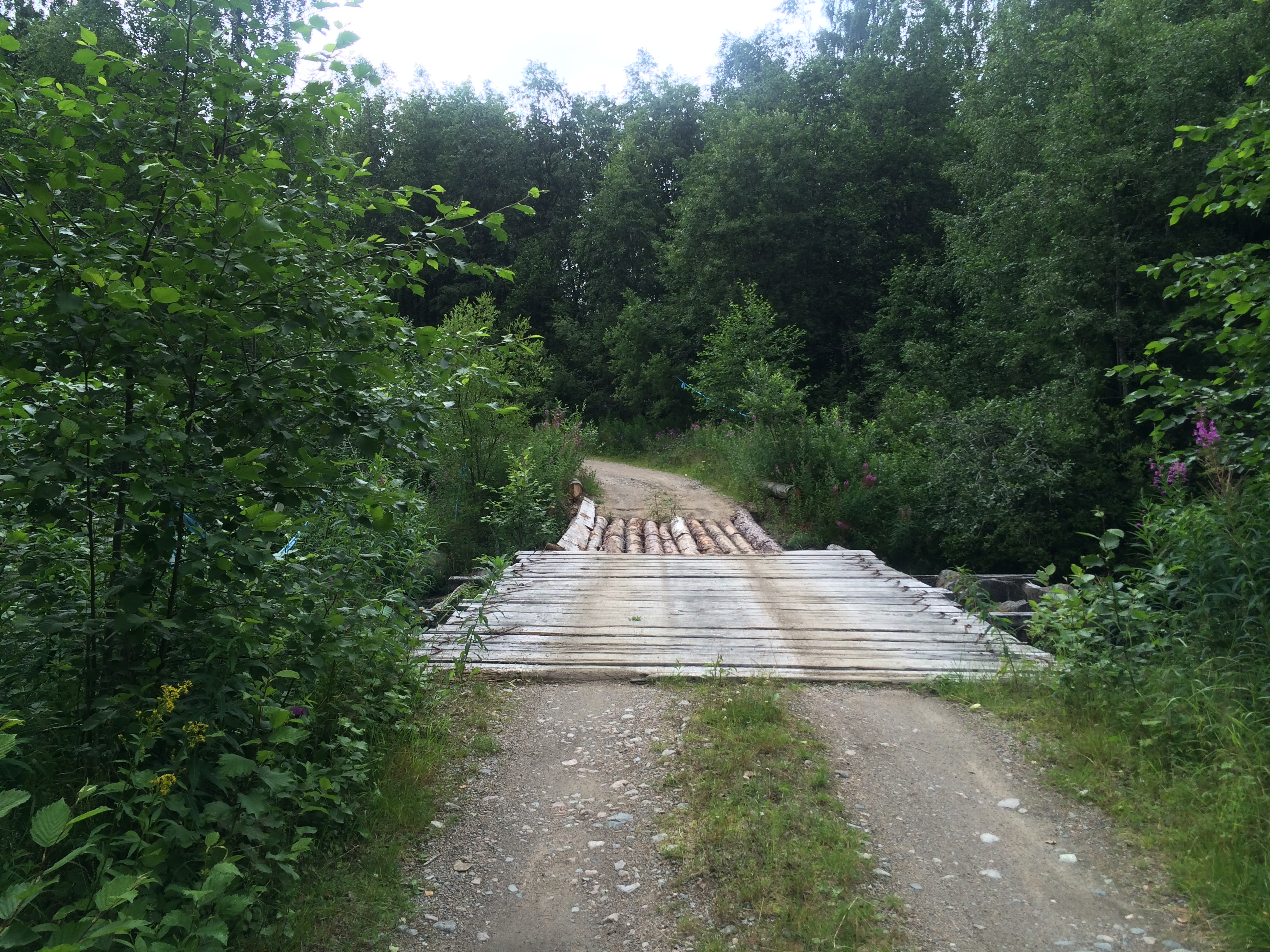
Автомобильный мост
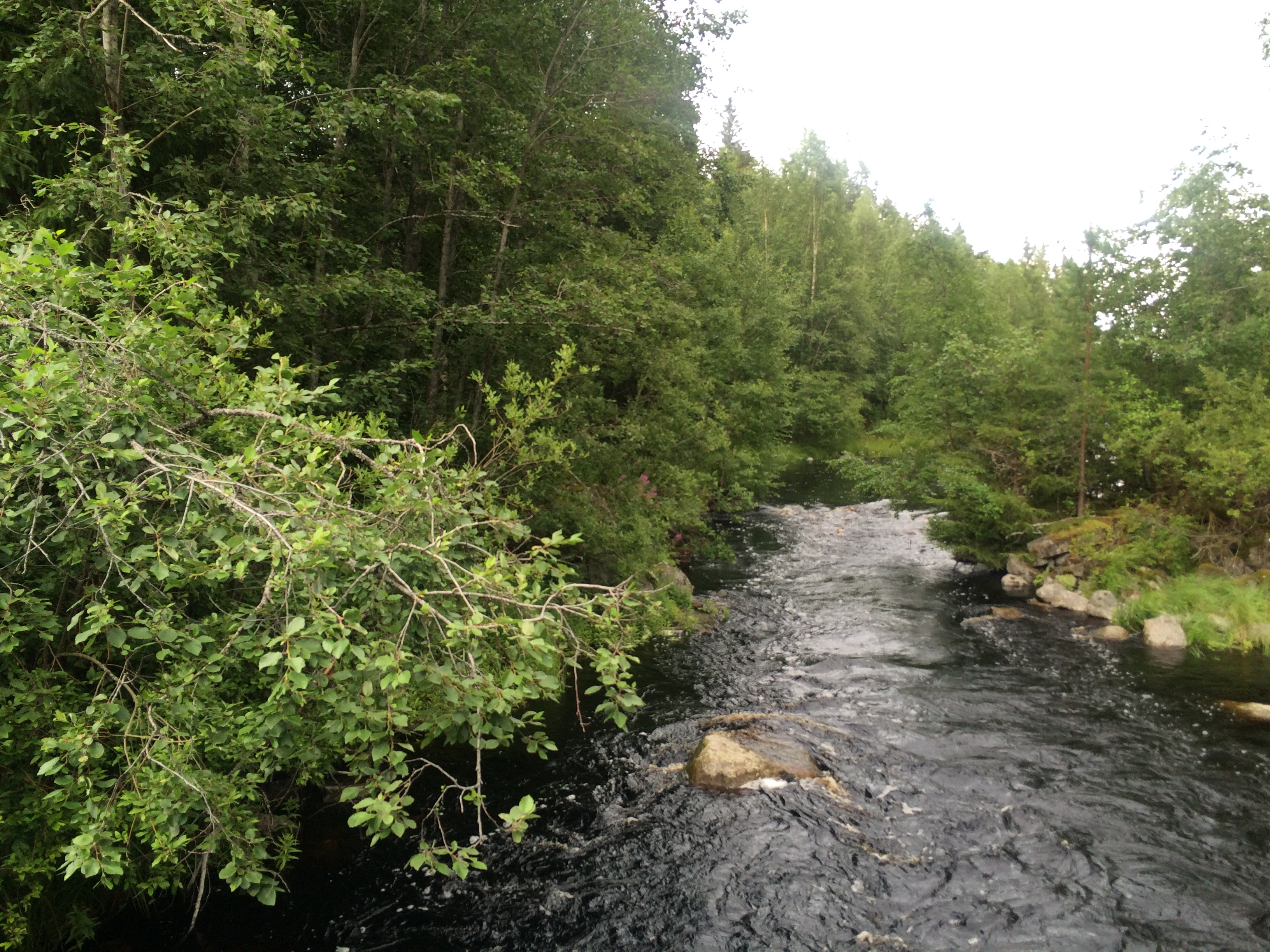
Вид против течения
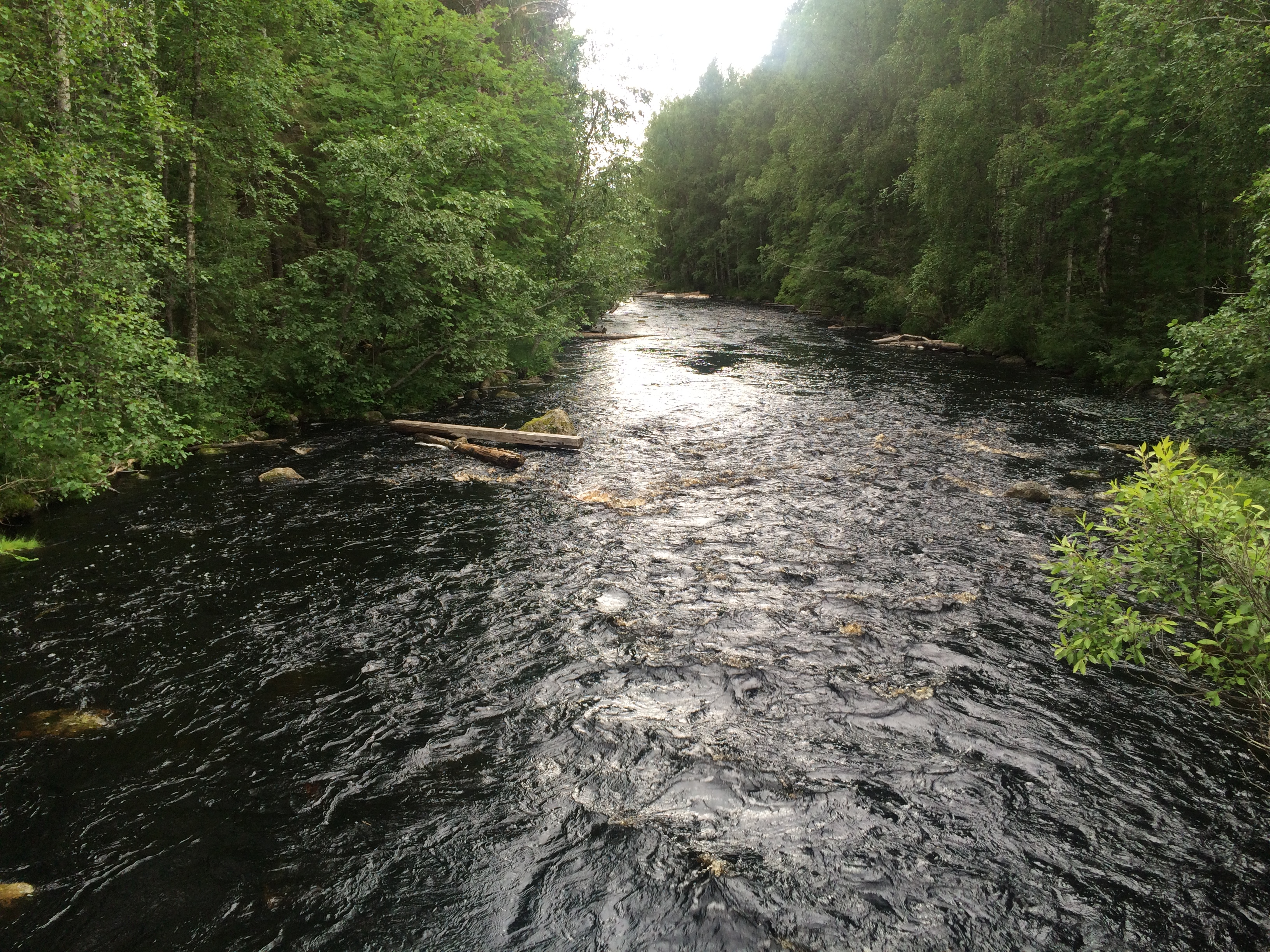
Вид по течению